# 池内ヨシカツ
池内 ヨシカツ（いけうち ヨシカツ）は、日本の作曲家、作詞家、 音楽プロデューサー。2月1日、京都にて出生。その後ロサンゼルスに移住。

## 略歴
作曲家である叔父の影響で小学生の頃から作曲を始める。ロサンゼルス在住時にスピニン・レコードが主催する「Talent pool」で日本人として初めて世界ランキング2位にランクイン翌年には1位にランクインを果たした。
映画『怒り』では、坂本龍一と共に劇中音楽を担当。作品は第40回日本アカデミー賞にて最多12部門を受賞した。
映画『ドクムシ』の主題歌シングルにm-floのtakuと共に参加。ビルボードが主催するLive Hackasongのイベント音楽も手掛けており、同イベントにもDJとして出演。
これまで多くのテレビCM音楽をプロデュースしており、ルイ・ヴィトン、ソフトバンクなどの作曲を担当する。。
DAIV TO MUSIC番組企画でヒャダインとコラボ曲を制作、公式サイトなどで公開されている。2018年には京都市より任命を受けて京都観光おもてなし大使に就任する。毎年秋に行われる伝統イベント祇園をどりのビジュアルプロデュースも担当している。2019年10月6日よりMBSラジオで音楽ラジオ番組「池内ヨシカツ our sound」の放送が開始。2022年公開の映画『カマロ探偵』で俳優デビューを果たす。同映画の音楽も手掛けた。2023年には西脇京都府知事から任命を受け京都府文化観光大使に就任。文化庁京都移転記念事業として楽曲提供、PR映像の出演を行う。2024年には映画
『BISHU 〜世界でいちばん優しい服〜』の主題歌を担当。

## 人物
幼少期は両親の影響でクラシック音楽を聴いて育ち、中学生の頃にエレクトロなど電子音楽に興味を持ち始める。SoundCloudが流行していた高校生の時に自身の楽曲をインターネット上に公開するなどして、本格的にキャリアをスタートさせた。
京都市立西院中学校卒業。学生時代に校歌を新しく作り直すなど遊びの一環として作曲を行う。数多くの楽曲をネット上に公開しており18歳の時にSoundCloudに公開した楽曲は100万回以上再生され話題を集めた。音楽学校には通っておらず、作曲手法などは全て独学で学んでいる。ロサンゼルス在住時に音楽の大会「Talent pool」で入賞した楽曲は、日本の和楽器とシンセサイザーを組み合わせた今まで聞いた事ないような音楽をテーマに作曲を行なった。日本人として初めて世界ランキングに入賞を果たした。
人生で影響を受けた作曲家はハンス・ジマー。シンセサイザーとオーケストラをミックスさせた、壮大でメロディアスな楽曲に惹かれたとインタビューで話している。自身のオリジナル楽曲を多数リリースしており、iTunesダンスミュージックランキングでは初登場1位を獲得。2019年12月25日にファンイベントを開催。その他にも不定期で自身の単独公演なども行っている。レコーディングや楽曲制作は全て自身のプライベート・スタジオを使用しており、DAWは、Ableton Liveを使用している。

## ディスコグラフィ

### シングル
| 配信日         | タイトル   | 備考                           | 規格品番               |
| -------------- | ---------- | ------------------------------ | ---------------------- |
| 2021年7月16日  | Fleeting   | 池内ヨシカツのシングル曲。     | デジタル・ダウンロード |
| 2023年9月23日  | さあ       | Da-iCE,大野雄大コラボ曲。      | デジタル・ダウンロード |
| 2023年9月29日  | Lonely     | Novelbright,竹中雄大コラボ曲。 | デジタル・ダウンロード |
| 2023年10月6日  | Rendezvous | ケミストリー,川畑要コラボ曲。  | デジタル・ダウンロード |
| 2024年12月4日  | Anata      | 川崎鷹也コラボ曲               | デジタル・ダウンロード |
| 2024年12月11日 | Crossover  | OZworld・竹中雄大コラボ曲。    | デジタル・ダウンロード |

## 楽曲提供・プロデュース

### アーティスト
- 大野雄大 (Da-iCE)
- 竹中雄大 (Novelbright)
- 川畑要(CHEMISTRY)
- 川崎鷹也
- 服部樹咲
- OZworld
- MC TYSON
- ヒャダイン

### 映画
- 怒り
- カマロ探偵
- ドクムシ
- BISHU 〜世界でいちばん優しい服〜

### 企業
- ソフトバンク
- LOUIS VUITTON (ルイヴィトン )
- チャージスポット
- 東進ゼミナール
- NISSAN (日産自動車 )
- サーモス

## 受賞
- 「スピニン・レコード」「Talentpool」世界ランキング1位。
- 「第40回日本アカデミー賞」映画「怒り」優秀作品賞。

## 出演

### ラジオ
- 池内ヨシカツ OUR SOUND ( MBSラジオ、2019年10月〜現在 ) [7]
- 過去の番組出演者
  - misono、金子ノブアキ、宮田俊哉(Kis-My-Ft2)、亀田和毅、モンスターエンジン、粗品(霜降り明星)、テイ・トウワ、Da-iCE、麒麟、塚本高史、 Novelbright (竹中雄大)

- 塚本高史 & 池内ヨシカツ - STUDIO LIFE